# تایدنهام
تایدنهام (به انگلیسی: Tidenham) یک روستا و محله مدنی در بریتانیا است که در Forest of Dean واقع شده‌است. تایدنهام ۵٬۴۸۶ نفر جمعیت دارد.